# 支上站
支上站（韓語：지상역）是朝鮮民主主義人民共和國江原道板桥郡支上里的一個鐵路車站，属于青年伊川线。

## 邻近车站
青年伊川线
支下里站 - 支上站 - 松亭站